# Іст-Гановер Тауншип (округ Дофін, Пенсільванія)
Іст-Гановер Тауншип (англ. East Hanover Township) — селище (англ. township) в США, в окрузі Дофін штату Пенсільванія. Населення — 6019 осіб (2020).

## Демографія
Згідно з переписом 2010 року, у селищі мешкало 5718 осіб у 2226 домогосподарствах у складі 1605 родин. Було 2339 помешкань
Расовий склад населення:
| - 95,3 % — білих - 1,1 % — азіатів - 0,8 % — чорних або афроамериканців - 0,1 % — корінних американців - 1,3 % — осіб інших рас |

До двох чи більше рас належало 1,4 %. Частка іспаномовних становила 4,4 % від усіх жителів.
За віковим діапазоном населення розподілялося таким чином: 23,5 % — особи молодші 18 років, 64,2 % — особи у віці 18—64 років, 12,3 % — особи у віці 65 років та старші. Медіана віку мешканця становила 43,3 року. На 100 осіб жіночої статі у селищі припадало 103,4 чоловіків;  на 100 жінок у віці від 18 років та старших — 101,2 чоловіків також старших 18 років.
Середній дохід на одне домашнє господарство  становив 84 691 долар США (медіана — 70 976), а середній дохід на одну сім'ю — 94 702 долари (медіана — 77 394). За межею бідності перебувало 5,4 % осіб, у тому числі 9,4 % дітей у віці до 18 років та 2,0 % осіб у віці 65 років та старших.
Цивільне працевлаштоване населення становило 3092 особи. Основні галузі зайнятості: освіта, охорона здоров'я та соціальна допомога — 23,9 %, мистецтво, розваги та відпочинок — 14,7 %, науковці, спеціалісти, менеджери — 14,2 %.